# El Abadia
El Abadia (em árabe: العبادية) é uma cidade localizada na província de Aïn Defla, no norte da Argélia. Sua população era de 40 697 habitantes, em 2008.